# النور (أسماء الله الحسنى)
النور هو من صفات الله في الإسلام، واختلف العلماء في إثباته من أسماء الله الحسنى

## أقوال علماء المسلمين
اختلف العلماء في إثبات النور في أسماء الله الحسنى

### المؤيدون
استدل بعض العلماء على أن النور من أسماء الله، بقوله تعالى في سورة النور: ﴿اللَّهُ نُورُ السَّمَاوَاتِ وَالْأَرْضِ مَثَلُ نُورِهِ كَمِشْكَاةٍ فِيهَا مِصْبَاحٌ الْمِصْبَاحُ فِي زُجَاجَةٍ الزُّجَاجَةُ كَأَنَّهَا كَوْكَبٌ دُرِّيٌّ يُوقَدُ مِنْ شَجَرَةٍ مُبَارَكَةٍ زَيْتُونَةٍ لَا شَرْقِيَّةٍ وَلَا غَرْبِيَّةٍ يَكَادُ زَيْتُهَا يُضِيءُ وَلَوْ لَمْ تَمْسَسْهُ نَارٌ نُورٌ عَلَى نُورٍ يَهْدِي اللَّهُ لِنُورِهِ مَنْ يَشَاءُ وَيَضْرِبُ اللَّهُ الْأَمْثَالَ لِلنَّاسِ وَاللَّهُ بِكُلِّ شَيْءٍ عَلِيمٌ ۝٣٥﴾ سورة النور،آية:35
وكذلك استدلوا بعدد من الأحاديث النبوية منها:
- قال النبي:[2] «اللَّهم لك الحمد، أنت نور السموات والأرض ومن فيهن»
- قال النبي:.[3] «إن اللَّه لا ينام، ولا ينبغي له أن ينام، يخفض القسط ويرفَعُهُ، يُرفَعُ إليه عمل الليل قبل عمل النهار، وعمل النهار قبل عمل الليل، حجابُهُ النورُ لو كشفه لأحرقت سُبُحات وجهه ما انتهى إليه بصرُهُ من خلقه»
- قال النبي:[4] «أعوذُ بنورِ وجهِكَ الكريمِ الذي أضاءَتْ له السماواتُ والأرضُ وأشرقتْ لهُ الظلماتُ»

وفي اللغة النور هو الضوء والسناء الذي يعين على الإبصار، وذلك نوعان دنيوى وأخروى، والدنيوى نوعان: محسوس بعين البصيرة كنور العقل ونور القرآن الكريم، والأخروي محسوس بعين البصر، فمن النور الإلهى قوله تعالى ﴿قد جاءكم من الله نور وكتاب مبين﴾ ومن النور المحسوس قوله تعالى: ﴿هو الذي جعل الشمس ضياء والقمر نور﴾. 
ومن العلماء المثبتين لاسم الله النور: ابن القيم، وابن خزيمة، والسعدي
- فقد قال ابن القيم:[5] «وَاللَّهُ سُبْحَانَهُ وَتَعَالَى سَمَّى نَفْسَهُ نُورًا، وَجَعَلَ كِتَابَهُ نُورًا، وَرَسُولَهُﷺ نُورًا، وَدِينَهُ نُورًا، وَاحْتَجَبَ عَنْ خَلْقِهِ بِالنُّورِ، وَجَعَلَ دَارَ أَوْلِيَائِهِ نُورًا تَتَلَأْلَأُ .»
- وقال أيضًا في:[6]والنور من أسمائه أيضا ومنأوصافه سبحان ذي البرهانِ
- وقال ابن خزيمة:[7] «فالنور وإن كان اسمًا لله، فقد يقع اسم النور على بعض المخلوقين، فليس معنى النور الذي هو اسم لله في المعنى مثل النور الذي هو خلق الله، وربنا جل وعلا الهادي، وقد سمى بعض خلقه هاديًا، فقال عَزَّ وجَلَّ لنبيه: ﴿إِنَّمَا أَنْتَ مُنْذِرٌ وَلِكُلِّ قَوْمٍ هَادٍ﴾ فسمى نبيه هاديًا وإن كان الهادي اسمًا لله عَزَّ وجَلَّ.»
- وقال عبد الرحمن بن ناصر السعدي: «من أسمائه جلّ جلاله ومن أوصافه النور الذي هو وصفه العظيم، فإنه ذو الجلال والإكرام، وذو البهاء والسبحات الذي لو كشف الحجاب عن وجهه الكريم لأحرقت سبحاته ما انتهى إليه بصره من خلقه، وهو الذي استنارت به العوالم كلها، فبنور وجهه أشرقت الظلمات، واستنار به العرش والكرسي والسبع الطباق وجميع الأكوان.»

### المعارضين
واستدل المعارضون لإثبات النور من أسماء الله بأنه ورد مضافا إلى الله : ﴿نُورُ السَّمَاوَاتِ وَالْأَرْضِ﴾ ولم يرد مستقلا
- قال ابن باز:[8] «النور جاء مضافاً، فلا يُسمَّى (عبد النور)، ولم يأتِ اسمٌ لله تعالى النور»
- وقال عبد العزيز الراجحي:[1] «النور صفة من صفات الله ، كما يليق بجلال الله وعظمته ، لكنه ورد مضافا إلى الله : ﴿نُورُ السَّمَاوَاتِ وَالْأَرْضِ﴾ ولم يرد مستقلا، فلا يقال: إن من أسماء الله النور بإطلاق ؛ لأنه لم يرد»
- وقال الألباني:[1] «لا أعلم أن (النور) من أسماء الله عز وجل في حديث صحيح»

## وصلات خارجية
- اسم الله النور، موقع طريق الإسلام
- النور من أسماء الله الحسنى وصفاته العليا، فتاوى إسلام ويب